# Team Wellington
A Team Wellington Football Club egy 2004-ben alapított új-zélandi labdarúgócsapat, melynek székhelye Wellington városában található és Új-Zéland legmagasabb osztályában, a ISPS Handa Premiershipben szerepel. Hazai mérkőzéseit a David Farrington Parkban játssza, amely 2250 fő befogadására képes.

## Jelenlegi keret
2018. október 11-i állapotnak megfelelően.
| #  |     | Poszt | Név                   |
| -- | --- | ----- | --------------------- |
| 1  | NZL | K     | Scott Basalaj         |
| 2  | NZL | V     | Justin Gulley         |
| 3  | NZL | V     | Scott Hilliar         |
| 4  | NZL | V     | Mario Ilich           |
| 5  | NZL | V     | Liam Wood             |
| 6  | NZL | V     | Taylor Schrijvers     |
| 7  | IRE | KP    | Eric Molloy           |
| 9  | NZL | CS    | Tom Jackson           |
| 10 | NZL | CS    | Nathanael Hailemariam |

| #  |          | Poszt | Név                 |
| -- | -------- | ----- | ------------------- |
| 11 | ARG      | KP    | Mario Barcia        |
| 12 | NZL      | KP    | Andy Bevin          |
| 13 | NCL      | V     | Roy Kayara          |
| 14 | NZL      | KP    | Jack-Henry Sinclair |
| 16 | NZL      | CS    | Angus Kilkolly      |
| 19 | Guernsey | CS    | Ross Allen          |
| 21 | NZL      | CS    | Hamish Watson       |
| 22 | NZL      | K     | Marcel Kampman      |

## Sikerlista
Kontinentális
- OFC-bajnokok ligája:

Bajnok (1): 2018
Nemzeti
- Első osztály

Rájátszás győztese (2): 2016, 2017
- Charity Cup

Bajnok (2): 2014, 2017
- White Ribbon Cup

Bajnok (1): 2011–12